# Bernadette Byk
Bernadette Byk, née le 17 juillet 1935, à Chauny, (Aisne), à l'âge de 7 ans, fait partie de la Maison d'Izieu, du 18 mai au 17 juin 1943, avant la Rafle des Enfants d'Izieu du 6 avril 1944. Elle survit à la guerre.

## Biographie
Bernadette Byk est née le 17 juillet 1935, à Chauny, (Aisne).

### Maison d'Enfants d'Izieu
Elle arrivée à Izieu avec d’autres enfants, depuis la maison Campestre près de Lodève dans l’Hérault.
Âgée de 7 ans, Bernadette Byk fait partie de la Maison d'Izieu, du 18 mai au 17 juin 1943, avant la Rafle des Enfants d'Izieu du 6 avril 1944.

### Après Izieu
Elle est cachée dans le sud de la France, à l’initiative du Réseau Marcel, créé par Moussa Abadi et Odette Rosenstock. Elle est placée à Nice puis à Grasse où elle reste jusqu’à ce que ses parents la retrouvent, une fois la guerre finie.

### Retour à Izieu, le 11 octobre 2015
Bernadette Byk retourne à Izieu, le dimanche 11 octobre 2015. C'est sa première visite à la Maison d'Izieu en soixante-douze ans. Elle raconte:
« [D’Izieu] je n’ai aucun souvenir, à part l’accent des femmes qui s’occupaient de nous car c’était le même que celui de mes parents à la maison, je ne me souviens de rien. Je me souviens des choses d’avant la guerre, d’après la guerre, mais d’Izieu non. »,.